# Adenet le Roi
Adenet le Roi (auch: Adenes le Roi) (* 1240; † 1300) war ein französischsprachiger Dichter.

## Leben
Adenet wuchs in Löwen im Herzogtum Brabant am Hof des Herzogs Heinrich III. auf und wurde dessen Hofsänger und Trouvère. Nach dessen Tod 1261 ging er an den Hof des Grafen Guido von Flandern in Brügge. 1270 nahm er am  Siebten Kreuzzug teil und lernte Italien kennen. Nach 1285 sind von ihm keine Werke erhalten. Der Beiname „le Roi“ (der König) meint offensichtlich seine Rolle als König der Literaten seiner Zeit.

## Werk
Von Adenet sind vier Werke bekannt. Bueves de Commarchis (auch: Buevon de Conmarchis) ist die romanhafte Bearbeitung der Chanson de geste Siège de Barbastre aus dem Wilhelmszyklus. Les Enfances Ogier verarbeitet in 8229 gereimten Zehnsilbern einen Stoff aus dem Karlszyklus, der offenbar durch den Kreuzzug motiviert ist. Um die Mutter Karls des Großen, Bertrada die Jüngere, geht es in dem Epos Berte aus grans piés (Bertrada mit den großen Füßen), in dessen Plot man einen Nachhall der Ereignisse um Pierre de la Brosse sehen kann. Es umfasst 3486 Alexandriner. Als Adenets Meisterwerk gilt der Cleomadés (18 688 paarweise gereimte Achtsilber). Das 1282 vollendete Werk schrieb Adenet auf Bitten von Maria von Brabant, die seit 1274 mit Philipp dem Kühnen verheiratet war. Die Geschichte um ein fliegendes Holzpferd entstammt möglicherweise dem über Spanien vermittelten orientalischen Sprachraum.

## Ausgaben (Auswahl)

### Gesamtausgabe
- Albert Henry (Hrsg.): Les oeuvres d’Adenet le Roi. Brüssel und Paris 1951–1971. Slatkine, Genf 1996.
  - 1. Biographie d’Adenet. La tradition manuscrite. 1951
  - 2. Buevon de Conmarchis. 1953
  - 3. Les Enfances Ogier. 1956
  - 4. Berte aus grans piés. 1963
  - 5. Cleomadés. 2 Bde. 1971

### Buevon de Conmarchis
- August Scheler (Hrsg.): Bueves de Commarchies, par Adenés li Rois, chanson de geste. Brüssel 1874.

### Les enfances Ogier
- August Scheler (Hrsg.): Les enfances Ogier. Brüssel 1874.

### Berthe aux grands pieds
- Paulin Paris (Hrsg.) Li romans de Berte aus grans piés. Paris 1832.
- August Scheler (Hrsg.) Li roumans de Berte aus grans piés par Adenés li Rois. Brüssel 1874.
- Urban Tigner Holmes, Jr. (Hrsg.) Adenet le Roi’s Berte aus grans pies. Chapel Hill 1946.
- (Albert Henry, kritische Ausgabe) Berte as grans piés. Droz, Genf 1982.

### Cléomadès
- André Van Hasselt (Hrsg.): Li roumans de Cléomadès. 2 Bde. Brüssel 1865–1866.